# Обмен сообщениями
Обмен сообщениями в информатике — один из подходов реализации взаимодействия компонентов и систем, используемый в параллельных вычислениях, объектно-ориентированном программировании, также — одна из форм межпроцессного взаимодействия в операционных системах, в микроядерных операционных системах подход используется для обмена информацией между одним из ядер и одним или более исполняющих блоков.
Распределённые системы доступа к объектам и удалённого вызова методов, вида ONC RPC, CORBA, RMI, DCOM, SOAP, .Net_Remoting, QNX Neutrino RTOS, OpenBinder, D-Bus и им подобные являются системами обмена сообщениями. Широкое применение подходов с обменом сообщениями также свойственно высокопроизводительным вычислениям, в частности, на нём основан интерфейс передачи сообщений MPI. В классе связующего программного обеспечения выделяется особая группа — промежуточное программное обеспечение, ориентированное на обработку сообщений, базирующееся на данном подходе.

## Обзор
Системы обмена сообщениями являются закрытыми, так как их абстракция прячет все изменения состояний, которые могут быть использованы в реализации отсылки сообщений.
Языки программирования, базирующиеся на этой модели, обычно определяют передачу сообщения, как посылку (обычно асинхронную; являющуюся копией) элемента данных конечному получателю (актору, процессу, потоку, сокету и так далее). Концепция сообщения является высокоуровневой версией датаграмм, за исключением того, что сообщения могут быть больше по размерам, чем пакет, и могут быть сделаны надёжными, стойкими, безопасными и при необходимости могут быть охвачены механизмом транзакций.
Сообщения часто используются для межпроцессного взаимодействия; другой широкораспространённой областью применения являются потоки и конвейеры, в которых информация посылается как последовательность простейших элементов данных (высокоуровневая версия виртуального канала).

## Влияние на другие модели программирования

### ООП
В терминах некоторых объектно-ориентированных языков программирования сообщение — это единственный путь передать управление объекту. Если объект должен «отвечать» на это сообщение, то у него должен быть метод, соответствующий данному сообщению.
В чистом объектно-ориентированном программировании обмен сообщениями реализуется только с помощью динамических вызовов.
Посылка одного и того же сообщения объекту дважды обычно вызывает и двойное применение объектом метода. Сообщения называются одинаковыми, если их имена и аргументы одинаковы.
Объекты могут посылать сообщения другим объектам, используя свои методы.
Обмен сообщениями приводит к чрезвычайно позднему связыванию (англ. extreme late binding).
Алан Кэй утверждает, что обмен сообщениями между объектами — это концепция более важная, чем сами объекты, хотя люди часто это не понимают и уделяют слишком много внимания самим объектам и недостаточно — сообщениям, которыми они обмениваются.

### Другие модели
Некоторые языки поддерживают пересылку (делегирование) вызовов методов от одного объекта другому, если он не имеет метода для обработки сообщения, но «знает» другой объект, который имеет.